# Naach
Naach (Hindi, नाच, Nāc, übersetzt: Tanz) ist die Bollywood-Geschichte eines Schauspielers und einer Choreographin, deren Wege sich in und um die Filmindustrie in Mumbai kreuzen.

## Inhalt
Reva möchte in Mumbai als Choreographin arbeiten, Abhinav als Schauspieler. Während Reva dabei versucht, im Tanz sich selbst auszudrücken, will Abhi nur reich und berühmt werden. Als er eine Rolle bekommt, dies aber nur unter der Bedingung, dass er auch tanzen könne, bittet er Reva ihn zu unterrichten. Diese willigt ein, und im Laufe der Zeit verlieben sich beide. Doch als Abhi berühmt und berühmter wird, sich bei Reva aber kein Erfolg einstellt, trennen sich die Wege beider aus Missverstehen und Zielunterschieden, um sich später unter geänderten Vorzeichen wieder zu treffen. Doch wird es auch ein Happy End geben?